# Antonio Manoel de Vilhena
Fra' Antonio Manoel de Vilhena (ur. 20 maja 1663 w Lizbonie; zm. 10 grudnia 1736 w Valletcie) – był od 19 czerwca 1722 do śmierci 66. wielkim mistrzem zakonu joannitów.
Antonio Manoel de Vilhena był portugalskim arystokratą o królewskim pochodzeniu, synem Sancha Manoela de Vilhena, pierwszego hrabiego Vila Flor.
W 1723 na jego polecenie wzniesiono Fort Manoel na Manoel-Island. W 1724 w celu rozwiązania problemów mieszkaniowych w Valletcie polecił zabudowanie terenów pomiędzy stolicą a linią umocnienień Floriana Lines. Tworząc w ten sposób miasto znane jako Floriana, gdzie m.in. znajduje się jego pomnik. 
Sfinansował i zlecił budowę (zakończoną w 1731) teatru publicznego w Valletcie, nazwanego na jego cześć Teatr Manoel. W tym samym roku z jego środków rozpoczęto na Gozo budowę baterii Saint Anthony.